# 迪法省
13°18′55″N 12°36′40″E / 13.31528°N 12.61111°E
迪法省（Diffa）為尼日尔迪法大區的一省，東鄰查德，南部與奈及利亞接壤，首府為迪法。2012年人口159,722人。